# Lars Billström
Lars Billström, född 26 februari 1801 i Stenkyrka församling, Göteborgs och Bohus län, död 7 augusti 1878 i Lund, Malmöhus län, var en svensk jurist, ämbetsman och riksdagsledamot.
Billström var lantbrukarson från Tjörn. Han blev 1820 student vid Lunds universitet och avlade 1826 juridisk examen där. Sedan han under ett par år haft åtskilliga domarförordnanden, utnämndes han 1828 till akademikanslist och akademinotarie i Lund. Detta fortsatte han med till 1841, samtidigt som han (sammanlagt under sju år) var akademisekreterare.
Billström valdes 1837 till rådman i Lund och efterträdde 1855 Johan Bäckström som stadens borgmästare, vilket han var fram till kort före sin död 1878, då han efterträddes av Eskilander Thomasson.
Vid riksdagen 1834–1835 var Billström kanslist i bondeståndet och sekreterare i dess enskilda besvärsutskott. Under de sex riksdagarna 1844-1860 var han medlem av borgarståndet för Lunds stad (1844/45 även för Ängelholm, 1847/48 även för Simrishamn, 1850/51 även för Helsingborg, 1853/54 även för Sölvesborg och 1859/60 även för Kungälv), där han utövade ett stort inflytande som den liberala oppositionens faktiska, om än inte synbare, ledare. Han tillhörde under fem riksdagar konstitutionsutskottet och var 1853 ledamot av det då tillsatta hemliga utskottet. Dessutom representerade han 1848–1863 borgarståndet som direktör i rikets ständers lånekontor i Malmö.
Under riksdagarna 1867–1871 var han ledamot av första kammaren för Malmöhus län, men hindrades därunder ofta av sjuklighet att deltaga i ärendenas behandling. År 1878 tog han avsked från borgmästarsysslan och avled i Lund den 7 augusti samma år. Billström var ogift. Han är begravd på Östra kyrkogården i Lund.
Billströmska folkhögskolan på Tjörn, grundad 1869 och invigd 1876, har för sin tillkomst att tacka Billström, som ensam genom rikliga anslag tryggade dess verksamhet, med föreskrift om undervisning även i trädgårdsskötsel, jordbruk med mera.